# Archibald Butt

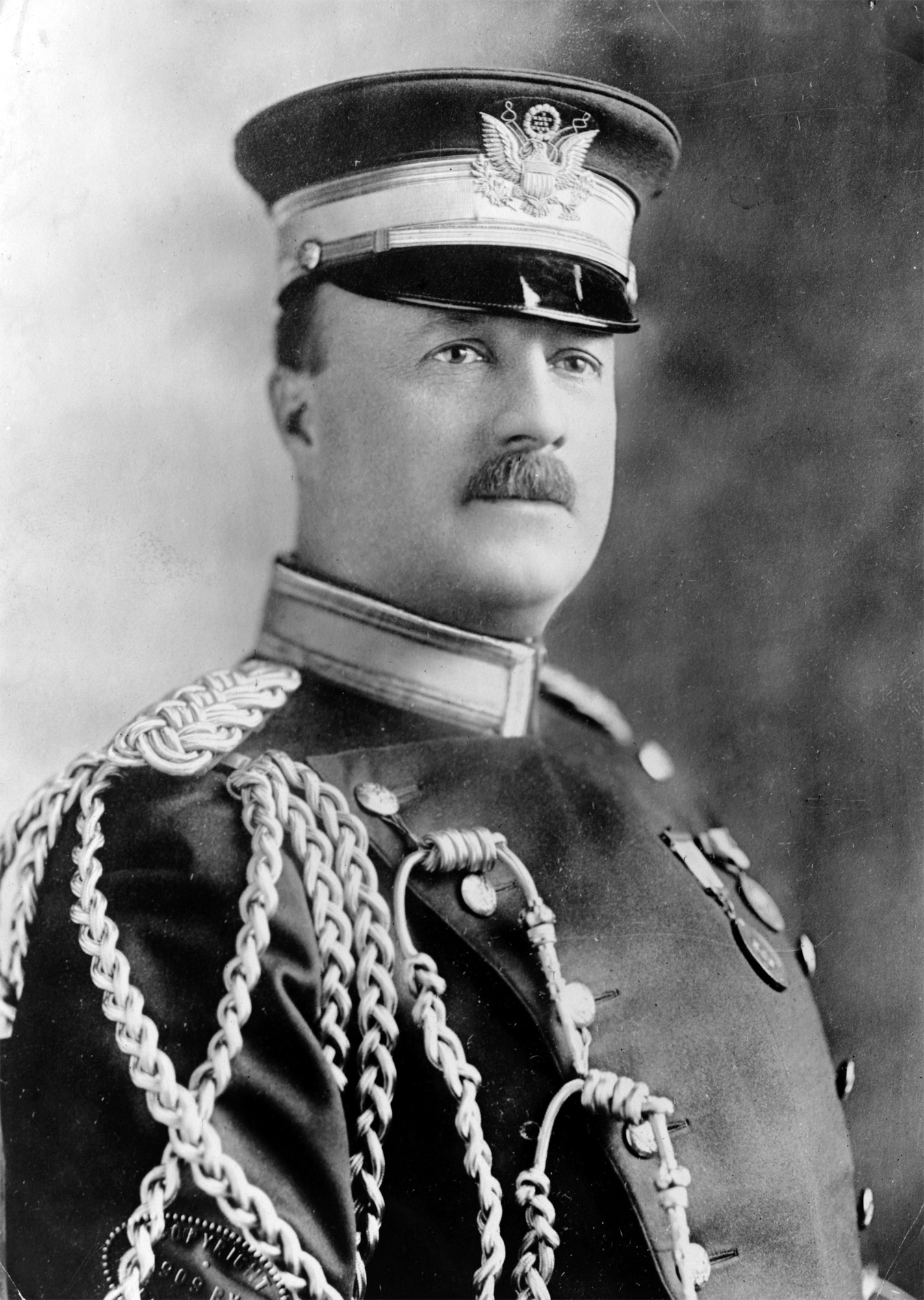
Captain Archibald Willingham Butt, 1909

Archibald Willingham Butt (* 26. September 1865 in Augusta (Georgia); † 15. April 1912 auf der Titanic) war ein US-amerikanischer Militärberater.

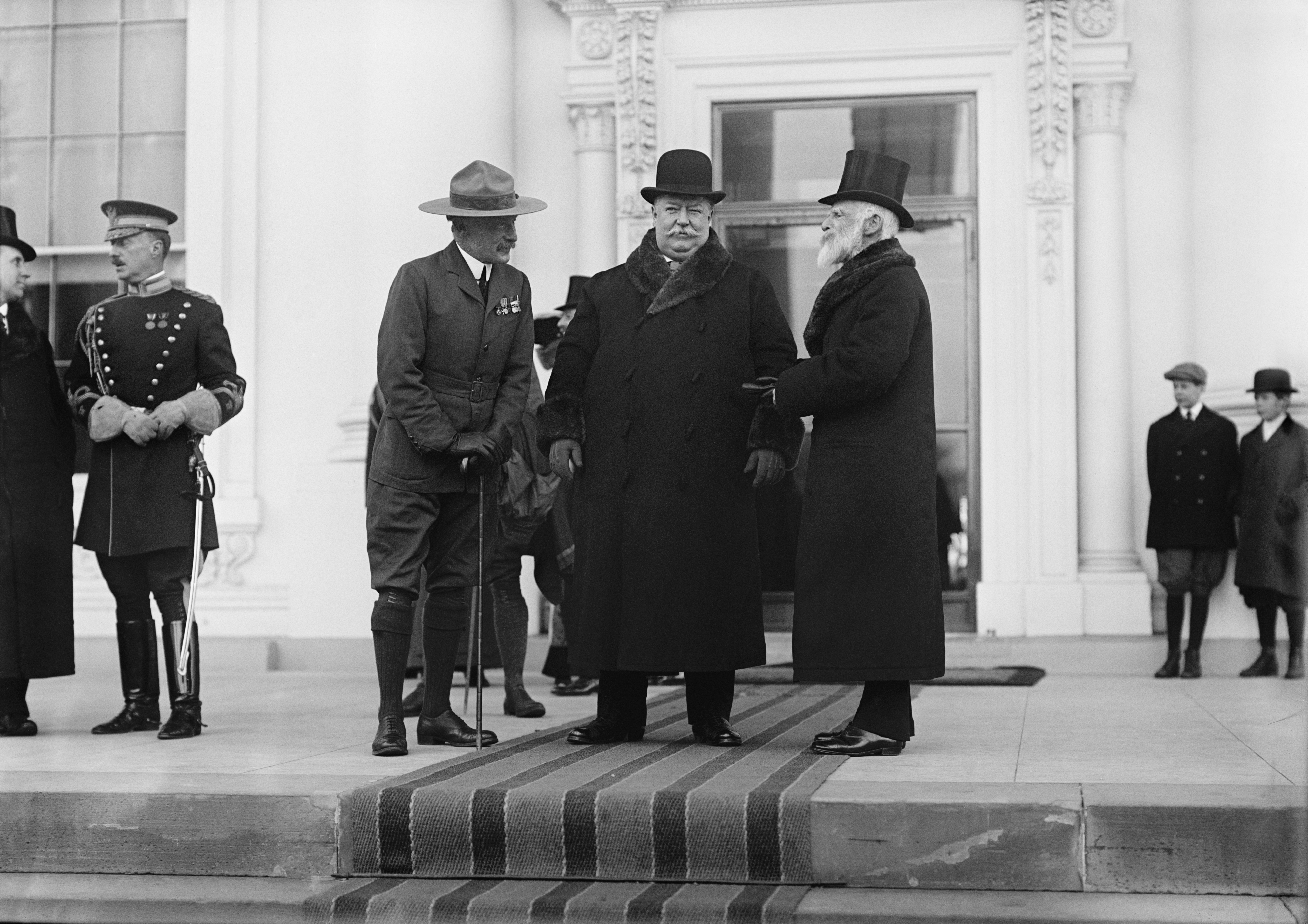
Von links nach rechts: Archibald Butt, Robert Baden-Powell, William Taft, James Bryce

## Leben
Butt entstammte einer einflussreichen Familie aus Georgia. Er war der Sohn von Joshua Willingham Butt (1828–1879) und dessen Frau Pamela Robertson Boggs (1839 –1908). Er schloss 1888 ein Studium an der University of the South in Tennessee erfolgreich ab und begann danach zunächst als Journalist für eine Tageszeitung aus Louisville, das Louisville Curier Journal, zu schreiben. Später, nachdem er sich in Washington, D.C. niedergelassen hatte, arbeitete er als Reporter für Südstaatenzeitungen. Um 1895 wurde Butt unter General Matt Ransom Sekretär der US-amerikanischen Botschaft in Mexiko. Nach seiner Rückkehr in die USA 1898 trat Butt in die United States Army ein und diente als Lieutenant im Spanisch-Amerikanischen Krieg. Ab 1900 bis 1906 wurde Butt auf den Philippinen stationiert, kurzzeitig auch auf Kuba, ehe er zum Militärberater von US-Präsident Theodore Roosevelt ernannt wurde und diesen Rang ab 1908 auch unter dessen Nachfolger William Howard Taft innehatte. Dieser erhob Butt auch in den militärischen Rang eines Majors.
Gesundheitlich etwas angeschlagen – viele persönliche Streitigkeiten zwischen Roosevelt und Taft wurden auf seinem Rücken ausgetragen – nahm er sich 1912 einen sechswöchigen Urlaub, den er zusammen mit seinem Freund, dem Maler Francis Davis Millet, in Europa, speziell in Rom, verbrachte. Mit der Titanic sollte es zurück nach Washington gehen. Er bewohnte Kabine B-38, Millet E-38, drei Decks tiefer. Beide kamen beim Untergang ums Leben. Ein Brief, den Butt der Erste-Klasse-Passagierin Marie Grice Young übergab und der an Präsident Taft gerichtet war, ist das letzte Lebenszeichen. Sein Leichnam, wenn überhaupt geborgen, wurde nie identifiziert. Zu Ehren der beiden Männer wurde die Millet-Butt Memorial Foundation gegründet.
Butts ausführliche persönliche Briefe zum Zeitgeschehen, die er an seine Mutter und nach deren Tod an eine Schwägerin schrieb, sind eine aufschlussreiche historische Quelle für die Ära der Präsidenten Roosevelt und Taft.

## Briefausgaben
- The letters of Archie Butt, personal aide to President Roosevelt. Doubleday, Page, Garden City (NY) 1924
- Taft and Roosevelt, the intimate letters of Archie Butt. Doubleday, Doran & Co, Garden City (NY) 1930